# In the Kingdom of Kitsch You Will Be a Monster
In the Kingdom of Kitsch You Will Be a Monster – trzeci album studyjny norweskiej grupy muzycznej Shining. Wydawnictwo ukazało się 24 stycznia 2005 roku nakładem wytwórni muzycznej Rune Grammofon. 

## Lista utworów
Opracowano na podstawie materiału źródłowego.
1. "Goretex Weather Report" – 5:01
2. "REDRUM" – 1:37
3. "Romani" – 3:19
4. "Perdurabo" – 3:02
5. "Aleister Explains Everything" – 3:24
6. "31=300=20 (It is by Will Alone I Set My Mind in Motion)" – 4:25
7. "Where Death Comes to Cry" – 2:23
8. "The Smoking Dog" – 3:57
9. "Magazine RWRK" – 6:32
10. "You Can Try the Best You Can" – 5:21

## Twórcy
Opracowano na podstawie materiału źródłowego.
| - Jørgen Munkeby - saksofon, flet, klarnet, gitara akustyczna, gitara elektryczna, elektryczna gitara basowa, piano rhodes, syntezatory, melotron, pianino, akordeon, organy, programowanie perkusji, efekty, śpiew - Morten Qvenild - instrumenty klawiszowe, syntezatory, melotron, pianino, klawinet, piano rhodes, programowanie perkusji - Aslak Hartberg - programowanie perkusji, instrumenty perkusyjne, akustyczna gitara basowa, elektryczna gitara basowa - Torstein Lofthus - perkusja, instrumenty perkusyjne | - Kåre Christoffer Vestrheim - inżynieria dźwięku - Michael Hartung - inżynieria dźwięku - Peder Kjellsby - produkcja muzyczna - Sjur Miljeteig - produkcja muzyczna - Kari Knardahl - róg - Karl Ivar Refseth - bęben wielki, dzwony rurowe, gong - Michelle Lindboe - puzon - Sjur Miljeteig - trąbka |

## Wydania
| Rok  | Nr katalogowy | Format             | Wytwórnia      | Region   | Źródło |
| ---- | ------------- | ------------------ | -------------- | -------- | ------ |
| 2005 | RCD 2044      | CD, Album, Digipak | Rune Grammofon | Norwegia | [ 3 ]  |